# Libnotes (Afrolimonia) omnifulva
Libnotes (Afrolimonia) omnifulva is een tweevleugelige uit de familie steltmuggen (Limoniidae). De soort komt voor in het Afrotropisch gebied.